# Stephen Bonsal

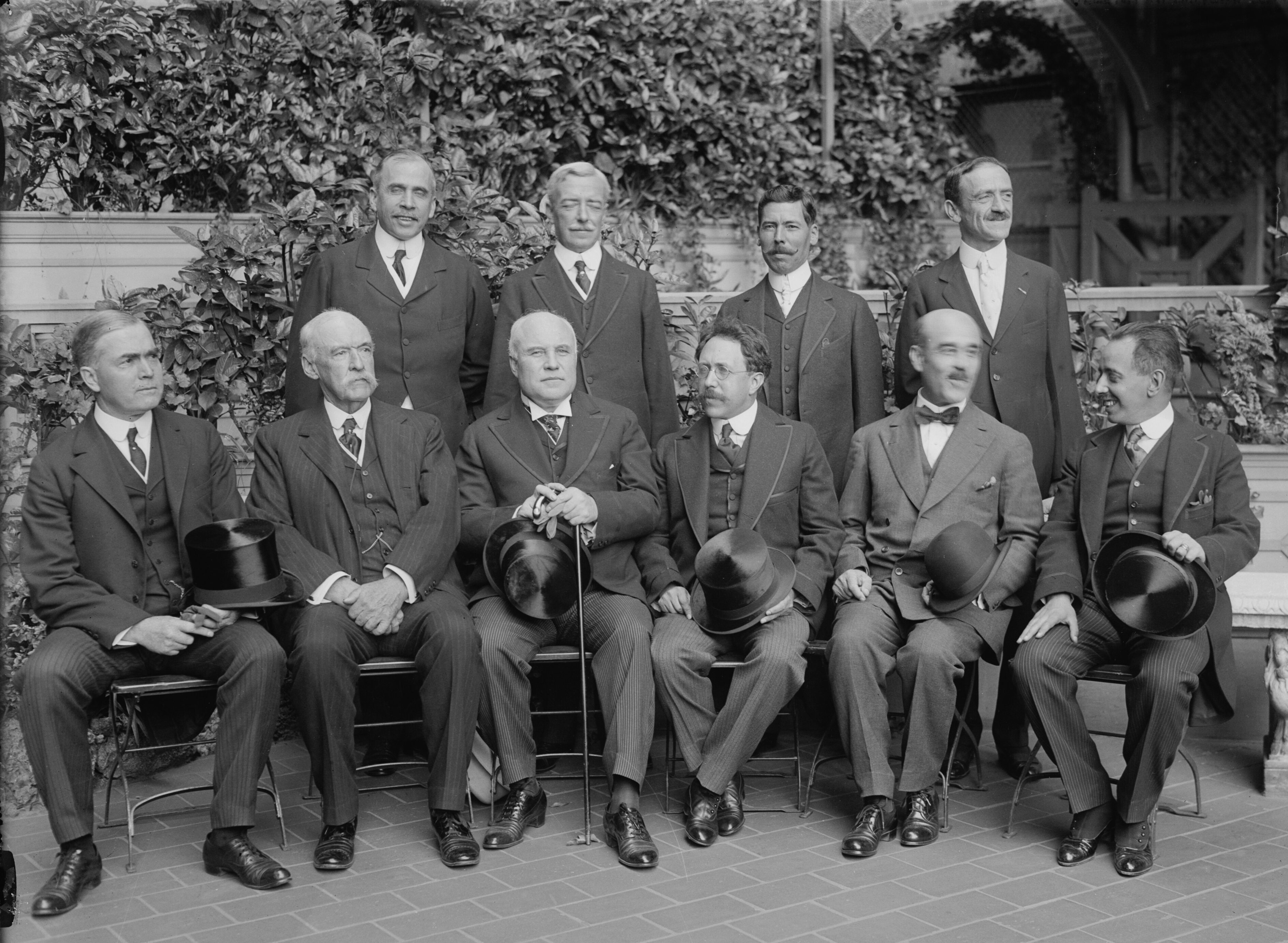
La United States - Mexico Commission. Stephen Bonsal se trouve en haut à droite. Il est à côté, en partant d'en haut à gauche, de Robert Lansing,, et L.S Rowe. Assis, de gauche à droite : John Raleigh Mott,, Franklin Knight Lane,, Alberto J. Pani, et. Cette photo est prise au Biltmore Hotel de New York, le 9 septembre 1916.

Stephen Bonsal (29 mars 1865 – 8 juin 1951) est un journaliste, correspondant de guerre, auteur, diplomate et traducteur américain. Il remporte en 1945, le prix Pulitzer d'Histoire pour son ouvrage intitulé Unfinished Business.

## Biographie
Stephen Bonsal naît à Baltimore, dans le Maryland, en 1865. Il fait ses études à la St. Paul's School (en), à Concord, dans le New Hampshire. Il les poursuit dans différentes villes européennes, comme Heidelberg, Bonn, et Vienne. Il épouse Henrietta Fairfax Morris en mars 1900.Grand voyageur, il affirme avoir visité tous les pays d'Europe, d'Asie (à l'exception de la Perse), et de l'Amérique du Sud.[réf. nécessaire]
Stephen Bonsal travaille comme envoyé spécial du New York Herald entre 1885 1907, couvrant différents conflits militaires à travers le monde, dont la guerre serbo-bulgare, en 1885, la guerre sino-japonaise, en 1895, la guerre d'indépendance cubaine, en 1897, la guerre hispano-américaine, en 1898, la révolte des Boxers, en 1900, la guerre américano-philippine, en 1901, les troubles vénézuéliens, en 1903, et la guerre russo-japonaise, entre 1904 et 1905.
Entre 1891 et 1896, Stephen Bonsal est secrétaire et chargé d'affaires pour les missions diplomatiques américaines à Pékin, Séoul et Tokyo. Il travaille aussi pendant un temps à l'ambassade des États-Unis, à Madrid.
Il est correspondant à l'étranger pour The New York Times entre 1910 et 1911.
Pendant la Première Guerre mondiale, Bonsal sert dans l'American Expeditionary Force, au grade de lieutenant-colonel. Par la suite, il est le traducteur personnel de Woodrow Wilson, pendant la conférence de paix de Paris.
Il publie en 1944 Unfinished Business, un journal décrivant son expérience des négociations du traité de paix à Paris, et notamment des requêtes de chaque allié pour obtenir des aides pour les vétérans et leurs familles, dans le contexte de l'après Première Guerre. En 1945, Il gagne, avec cet ouvrage, le prix Pulitzer d'histoire.
Son second fils, Philip Bonsal (en), fait aussi une carrière de diplomate.

## Publications
- Morocco as It Is (1894, W. H. Allen, London)
- The Real Condition of Cuba Today (1897, Harper, New York, NY)
- The Fight for Santiago (1899, Doubleday & McClure, New York, NY)
- The Golden Horseshoe (1906, Macmillan, New York, NY)
- The American Mediterranean (1912, Moffat and Yard, New York, NY)
- Edward Fitzgerald Beale: A Pioneer in the Path of Empire, 1823–1903 (1912, Putnam, New York, NY)
- Heyday in a Vanished World (1937, Norton, New York, NY) (autobiographie)
- Unfinished Business (1944, Doubleday, New York, NY)
- When the French Were Here (1945, Doubleday, New York, NY)
- Suitors and Supplicants (1946, Prentice-Hall, New York, NY)
- The Cause of Liberty (1947, M. Joseph, London)